# Bráulio Mantovani
Bráulio Mantovani (ur. lipiec 1963 w São Paulo) – brazylijski scenarzysta, nominowany do Oscara za film Miasto Boga.

## Życiorys
Mantovani urodził się w 1963 roku w São Paulo. W 1987 roku skończył studia z literatury portugalskiej na Katolickim Uniwersytecie w São Paulo.
Na początku lat 90. XX wieku wyjechał do Stanów Zjednoczonych, gdzie pracował jako kamerzysta oraz asystent reżysera Zbigniewa Rybczyńskiego.
Po powrocie do Brazylii napisał scenariusz do krótkometrażowego filmu Palace II (2002,) w reżyserii Fernando Meirellesa. Rok później obaj współpracowali przy filmie Miasto Boga, który otrzymał m.in. nominację do Oscara za najlepszy scenariusz adaptowany.

## Filmografia
- Palace II (2002)
- Miasto Boga (2002)
- Miasto Ludzi (2003) - serial telewizyjny
- Nanoilusão (2005)
- Rok, w którym moi rodzice wyjechali na wakacje (2006)
- Elitarni (2007)
- Linha de Passe (2008)
- Elite Squad: The Enemy Within (2010)